# CCM Magazine
CCM Magazine fue una revista mensual publicada por Salem Publishing, una división de Salem Communications. Fue publicado por primera vez en julio de 1978, y siempre ha sido una revista de música cristiana. El 16 de enero de 2008, Salem anunció que en abril de 2008 de la revista sería el último número de la revista impresa. El 8 de julio de 2009, Salem, anunció que la revista CCM será relanzado como una publicación en línea, publicado 4 veces al año.
Cuando la revista fue publicada por primera vez, se llamaba Contemporary Christian Music, y pulicaba artículos específicamente en sobre este género musical. El nombre fue acortado más adelante a la CCM, que todavía era un acrónimo de «música cristiana contemporánea.» Por un corto tiempo, la revista cambió su nombre a la revista Contemporary Christian (manteniendo la CCM, pero la ampliación del ámbito), pero luego en última instancia, volvió a la música cristiana contemporánea (CCM). Luego, en mayo de 2007, el nombre fue cambiado a «Christ. Community. Music.» El editor explicó que el término "música cristiana contemporánea" era anticuado, y marginando y que Cristo, la comunidad, y la música son tres cosas totalmente diferentes por lo tanto, los períodos después de cada palabra de las siglas para demostrar que no están relacionados. La explicación del editor del cambio de nombre se puede encontrar en la edición de mayo de 2007 de la revista. En octubre de 2006, CCM puso en marcha su propio sitio de redes sociales, MyCCM.
Desde su inicio, CCM ha cubierto una amplia gama de artistas musicales que mezclan temas espirituales con su música. De artistas de la talla de Bob Dylan, Johnny Cash, T Bone Burnett, Williams Victoria, La Llamada, Sam Phillips, U2 y Bruce Cockburn a los artistas de radio más conocidos como cristiana Amy Grant, Larry Norman, Michael W. Smith, Steven Curtis Chapman, Steve Taylor, Phil Keaggy y Randy Stonehill. En la década de 1980, CCM también pagó una enorme atención a algunos de los artistas espiritual más oscura que sale del punk rock del sur de California y de la escena new wave como el 77s Amos, Daniel, Undercover, los Altar Boys, Crumbacher, The Choir, Adam Again y otros. Sin embargo, como la década de 1990 llevó a cabo, la revista parece centrarse más en los artistas que se jugaban mucho en la radio cristiana. Quizás nadie quiere quedarse fuera de la corriente principal de sonido, simplemente por ser cristiano, por lo que a continuación se CCM bandas que se parecen mucho a las bandas de corriente muy popular.